# Karel Joseph van Ursel
Carolus Josephus graaf van Ursel en Hoboken, met Franse voornamen Charles Joseph en met Nederlandse Karel Joseph (Brussel, 9 augustus 1777 – Hingene Nattenshaasdonk, 27 september 1860) was een Zuid-Nederlands en Belgisch politicus.

## Levensloop
Hij werd in 1804 de 4e hertog van Ursel (duc d'Ursel). Onder het Franse bewind werd hij comte de l'Empire.
Van Ursel was de zoon van Wolfgang Willem van Ursel en van prinses Flore van Arenberg, een zuster van Lodewijk Engelbert van Arenberg. Hij was sinds 1810 maire van Brussel, in 1814 en 1815 commissaris-generaal voor Binnenlandse Zaken in de voorlopige regering van België en van 1815 tot 1819 onder koning Willem I minister van Waterstaat en Publieke Werken. Jaren later, na de Belgische onafhankelijkheid, was hij lid van de Senaat voor het arrondissement Antwerpen (1839-1847) en voor het arrondissement Mechelen (1847-1859).
Van Ursel was getrouwd met Josephine Ferrero-Fieschi, prinses van Masserano. Van hun zoons Jean Charles Marie Léon d'Ursel, 5e hertog d'Ursel (1805-1878), Ludovic-Marie (1809-1886) en Marie-August (1815-1878) stammen alle huidige d'Ursels af.